# 서맨사 제이드
서맨사 제이드(Samantha Jade, 1987년 4월 18일 ~ )는 오스트레일리아의 싱어송라이터, 전직 아역 모델이다. 더 엑스 팩터 오스트레일리아 시즌4 우승자이다.

## 음반 목록
- Samantha Jade (2012)
- Nine' (2015)
- Best of My Love (2018)